# Agrippa I
Herodes Agrippa I (även Agrippa I eller Julius Agrippa), född 10 f.Kr., död 44 e.Kr., sonson till Herodes den store och bror till Herodias. Han var son till Aristobulus IV och Berenice.
Agrippa I var från 34 tetrark ("fjärdingsfurste") över de så kallade småstaterna norr om Galileen, och från 38 även tetrark över Galileen och Östjordanlandet. Något senare utökades hans område till att omfatta även Judéen och Samarien. Han hade därmed i stort sett återtagit sin farfars område.
Agrippa I förde en mer nationell politik än sina föregångare, och ett uttryck för detta var hans förföljelse mot de kristna varvid aposteln Jakob led martyrdöden. Han lät även uppföra en ny mur, den tredje, omkring Jerusalem. Han dog plötsligt i Caesarea år 44 (Apg 12:20-23).